# Mélina Robert-Michon
Pour les articles homonymes, voir Robert et Michon.
Mélina Robert-Michon (parfois surnommée MRM), née le 18 juillet 1979 à Voiron (Isère), est une athlète française spécialiste du lancer du disque.  
Vice-championne aux Jeux olympiques de Rio en 2016 et aux Championnats du monde de Moscou en 2013, elle est également médaillée de bronze aux Mondiaux de 2017 à Londres, et vice-championne d'Europe en 2014 à Zurich. Elle remporte par ailleurs 24 titres de championne de France du lancer du disque, entre 2000 et 2025.
Elle est l'actuelle détentrice du record de France de la spécialité depuis juin 2000 (de 62,08 m à 66,73 m en août 2016). 
Sept fois sélectionnée aux Jeux olympiques, elle est, avec Florent Manaudou, porte-drapeau de l'équipe de France lors de la cérémonie d'ouverture des Jeux de Paris 2024. 
Elle s'entraîne actuellement au Lyon Athlétisme.

## Biographie
Championne de France junior du lancer du disque en 1998, elle se classe deuxième des championnats du monde juniors de 1998. Elle participe également à ses premiers championnats d'Europe, à Budapest, mais s'incline dès les qualifications.
En 2000, elle établit un nouveau Record de France du lancer du disque en atteignant la marque de 62,08 m à Arles, améliorant de 6 centimètres le précédent record d'Isabelle Devaluez. cette même année, elle décroche son premier titre de championne de France, à Nice, avec la marque de 61,23 m. Elle participe aux Jeux olympiques de Sydney mais échoue en qualifications.
Le 17 juillet 2002, la veille de ses 23 ans, Mélina Robert-Michon bat le record de France du lancer du disque avec un jet à 65,78 m. Lors des années suivantes, elle décroche plusieurs places de finaliste lors des grands championnats : septième aux Jeux olympiques de Pékin en 2008, huitième aux championnats du monde de Berlin en 2009 et sixième aux championnats d'Europe de Helsinki en 2012. 
Aux Jeux olympiques de 2012, elle réalise 63,98 m en finale et se classe sixième du lancer du disque avant d'être reclassée cinquième à la suite de la disqualification pour dopage de la Russe Darya Pishchalnikova,.
Le 11 août 2013, à Moscou, elle remporte la médaille d'argent lors des championnats du monde avec un jet à 66,28 m, améliorant son record de France d'un demi-mètre, puis décroche une médaille du même métal aux championnats d'Europe à Zurich en août 2014.

### Médaille d'argent olympique (2016)

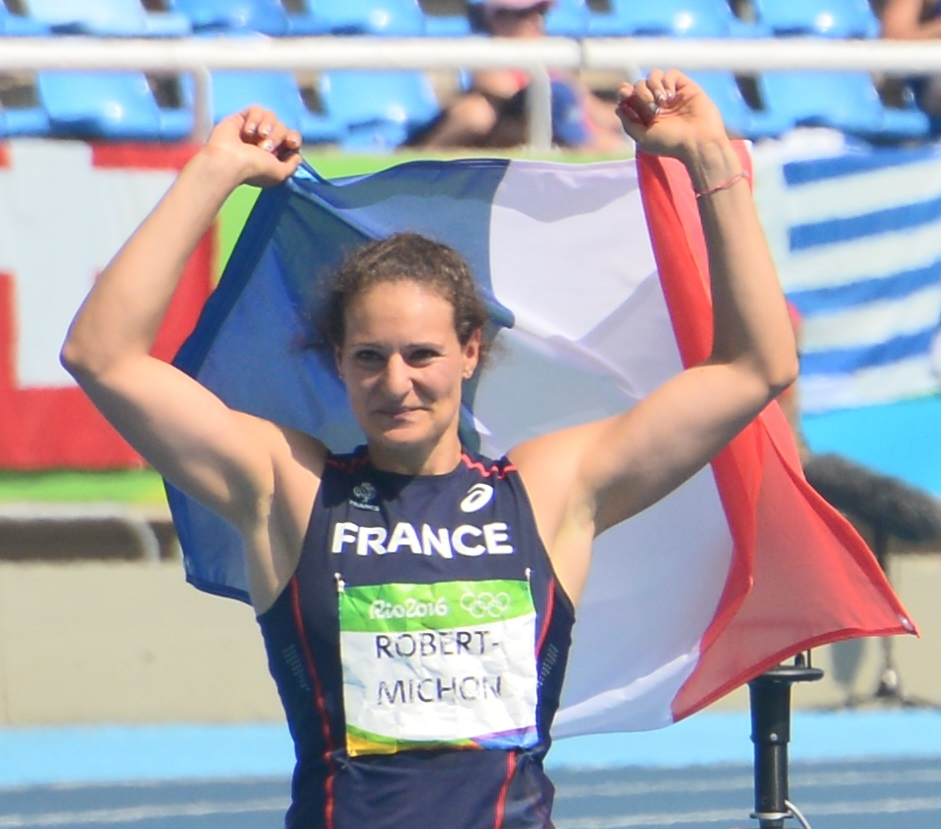
Mélina Robert-Michon fêtant sa médaille d'argent aux Jeux olympiques de Rio en 2016.

Le 25 juin 2016, elle remporte son 16e titre de championne de France en lançant à 63,40 m devant Pauline Pousse (62,68 m) puis se classe cinquième des Championnats d'Europe d'Amsterdam avec 62,47 m, peu après avoir réalisé 63,99 m en qualifications (marque qui aurait été suffisante pour la médaille de bronze).
Le 16 août 2016, ses cinquièmes Jeux auront été les bons : seize ans après sa première participation à Sydney, elle décroche à 37 ans une médaille olympique d'argent aux jeux de Rio, en battant au passage son record de France (66,73 m), derrière la Croate Sandra Perković, qui conserve son titre,. Le 27 août, elle prend la deuxième place du Meeting de Paris avec 64,36 m puis à nouveau deuxième le 1er septembre lors du Weltklasse Zurich (63,91 m), les deux concours derrière Sandra Perković.
Le 26 février 2017, aux championnats de France de lancers longs, elle s'impose avec un jet à 63,14 m. Cette performance est sa meilleure rentrée de sa carrière et est également synonyme de minima pour les championnats du monde de Londres.
Le 11 août 2017, elle réalise en qualifications des championnats du monde de Londres son meilleur jet de la saison avec 63,97 m, se qualifiant pour la finale. Au cours de celle-ci, elle obtient la médaille de bronze, sa deuxième médaille planétaire, derrière la Croate Sandra Perković et l'Australienne Dani Stevens, tout en améliorant son meilleur lancer de la saison avec un jet à 66,21 m.
Le 5 décembre 2017, Mélina Robert-Michon révèle sa grossesse et annonce faire l'impasse sur la saison 2018, mais qu'elle reviendra pour tenter de se qualifier aux Jeux olympiques de 2020. En septembre 2018, trois mois après la naissance de son deuxième enfant, elle reprend l’entraînement.
Le 12 juillet 2019, à Sotteville-lès-Rouen, elle réalise les minimas pour les championnats du monde 2019 à Doha avec 62,41 m. Le 28 juillet, elle remporte son 18e titre de championne de France à Saint-Étienne avec 60,55 m. Auteure de 64,02 m en qualifications, elle ne peut réitérer cette performance lors de la finale des championnats du monde de Doha et termine 10e, avec un jet à 59,99 m.
Aux championnats de France d'hiver des lancers longs organisés à Salon-de-Provence le 16 février 2020, Mélina Robert-Michon remporte le concours du disque avec un jet à 64,14 m, signant à la fois la meilleure performance mondiale de l'année, les minima pour les Jeux olympiques de Tokyo et sa meilleure performance individuelle depuis les championnats du monde 2017 de Londres où elle avait décroché la médaille de bronze. Les Jeux olympiques étant reportés à 2021 en raison de la pandémie de Covid-19, elle remporte néanmoins à Albi le 13 septembre son 19e titre national en plein air avec un lancer à 60,06 m, égalant ainsi le record de Lucienne Velu dans les années 1920 et 1930.
En 2021, la Lyonnaise réalise deux premières sorties jugées décevantes à Montreuil (61,39 m) et Hengelo aux Pays-Bas (58,88 m). Elle participe ensuite aux championnats régionaux d'Auvergne-Rhône-Alpes à Vénissieux où elle réalise 65,30 m dès son premier lancer, soit sa meilleure performance depuis les Mondiaux de Londres en 2017. Il s'agit également du septième jet le plus long de sa carrière. Le 26 juin, à Angers, elle remporte son 20e titre de championne de France, avec un jet à 60,88 m. À Tokyo, Mélina dispute ses sixièmes Jeux olympiques mais ne parvient pas à dépasser le stade des qualifications, terminant seulement quinzième (sur douze qualifiées) avec 60,88 m. Pour la première fois depuis 2006, la Française n'atteint pas la finale en grand championnat, mais dit tout de même vouloir continuer jusqu'aux Jeux de Paris de 2024, ne souhaitant pas conclure sa carrière sur cette mauvaise note.
De 2022 à 2024, elle parvient à chaque fois à se qualifier en finale des grands championnats, terminant 10e des Mondiaux d'Eugene et 8e des championnats d'Europe de Munich en 2022, 9e des Mondiaux de Budapest en 2023 et 7e des championnats d'Europe de Rome en 2024. 

### Porte-drapeau aux Jeux olympiques de Paris (2024).
Le 11 juillet 2024, Mélina Robert-Michon est nommée porte-drapeau de la délégation française aux Jeux olympiques d'été de 2024 en compagnie du nageur Florent Manaudou. Avec ce dernier, elle prononce également le serment olympique lors de la cérémonie d'ouverture le 26 juillet. Participant à ses septièmes Jeux olympiques, elle se qualifie pour la quatrième finale olympique de sa carrière après avoir réussi la meilleure performance de sa saison (63,77 m). En finale, elle ne peut cependant faire mieux qu'un jet à 57,03 m et se classe dernière, mais annonce sa volonté de poursuivre sa carrière. 

## Reconnaissance et distinctions
Le 25 décembre 2013, Mélina Robert-Michon est élue pour la première fois athlète française de l'année, devant Stella Akakpo et Sophie Duarte. Elle succède à Myriam Soumaré. Elle est élue par un collectif de 2 500 fans sur le site de la fédération française.
Le 1er décembre 2016, elle devient une nouvelle fois lauréate du prix d'athlète française de l'année à la quasi-unanimité (64,15%), devant Caroline Chaverot et Rénelle Lamote et succède à Alexandra Tavernier.
Le 2 décembre 2017, elle inaugure dans le quartier Gerland à Lyon le premier stade d'athlétisme portant son nom, « Piste d'athlétisme Mélina Robert-Michon »,. Elle aimerait faire du stade un grand pole de l'athlétisme.
Le 4 janvier 2018, pour la seconde fois consécutive, elle est désignée athlète française de l'année 2017, devant Adeline Roche et Floria Gueï. C'est la première athlète à remporter trois fois cette distinction.
En 2024, elle est désignée, au côté de Florent Manaudou, commeporte-drapeau de l'équipe de France pour la cérémonie d'ouverture des Jeux olympiques de Paris.

## Vie privée
Mélina Robert-Michon vit avec son compagnon Loïc Fournet, lui-même discobole avec un record de 59,00m. Elle est devenue maman d'une fille, Elyssa, le 24 août 2010. En décembre 2017, elle annonce être enceinte de son second enfant. Le 5 juin 2018, elle donne naissance à une seconde fille, Enora.

## Palmarès

### International
| Date | Compétition                          | Lieu                  | Résultat | Marque  |
| ---- | ------------------------------------ | --------------------- | -------- | ------- |
| 1998 | Championnats du monde juniors        | Annecy                | 2e       | 55,01 m |
| 1999 | Championnats d'Europe espoirs        | Göteborg              | 12e      | 50,75 m |
| 1999 | Universiade                          | Palma de Majorque     | 8e       | 56,81 m |
| 2001 | Coupe d'Europe hivernale des lancers | Nice                  | 3e       | 61,87 m |
| 2001 | Jeux de la Francophonie              | Ottawa                | 3e       | 56,81 m |
| 2001 | Universiade                          | Pékin                 | 3e       | 58,04 m |
| 2001 | Championnats d'Europe espoirs        | Amsterdam             | 1re      | 58,52 m |
| 2002 | Championnats d'Europe                | Munich                | 12e      | 54,92 m |
| 2003 | Coupe d'Europe                       | Florence              | 2e       | 61,67 m |
| 2003 | Championnats du monde                | Paris                 | 11e      | 58,52 m |
| 2004 | Coupe d'Europe hivernale des lancers | Marsa                 | 3e       | 58,69 m |
| 2005 | Jeux méditerranéens                  | Alméria               | 6e       | 51,80 m |
| 2007 | Coupe d'Europe hivernale des lancers | Yalta                 | 2e       | 63,48 m |
| 2007 | Championnats du monde                | Osaka                 | 11e      | 57,81 m |
| 2008 | Coupe d'Europe hivernale des lancers | Split                 | 2e       | 59,93 m |
| 2008 | Jeux olympiques                      | Pékin                 | 7e       | 60,66 m |
| 2009 | Championnats d'Europe par équipes    | Leiria                | 2e       | 61,47 m |
| 2009 | Jeux méditerranéens                  | Pescara               | 1re      | 61,17 m |
| 2009 | Championnats du monde                | Berlin                | 8e       | 60,92 m |
| 2009 | DécaNation                           | Paris                 | 1re      | 63,04 m |
| 2009 | Finale mondiale                      | Thessalonique         | 3e       | 61,74 m |
| 2012 | Coupe d'Europe hivernale des lancers | Bar                   | 3e       | 63,03 m |
| 2012 | Championnats d'Europe                | Helsinki              | 6e       | 60,41 m |
| 2012 | Jeux olympiques                      | Londres               | 5e       | 63,98 m |
| 2013 | Coupe d'Europe hivernale des lancers | Castellón de la Plana | 2e       | 61,26 m |
| 2013 | Championnats d'Europe par équipes    | Gateshead             | 1re      | 63,75 m |
| 2013 | Championnats du monde                | Moscou                | 2e       | 66,28 m |
| 2014 | Coupe d'Europe hivernale des lancers | Leiria                | 1re      | 64,20 m |
| 2014 | Championnats d'Europe par équipes    | Brunswick             | 1re      | 65,51 m |
| 2014 | Championnats d'Europe                | Zurich                | 2e       | 65,33 m |
| 2014 | DécaNation                           | Angers                | 2e       | 62,17 m |
| 2015 | Coupe d'Europe hivernale des lancers | Leiria                | 2e       | 64,75 m |
| 2015 | Championnats d'Europe par équipes    | Tcheboksary           | 1re      | 62,24 m |
| 2015 | Championnats du monde                | Pékin                 | 10e      | 60,92 m |
| 2015 | DécaNation                           | Paris                 | 2e       | 58,32 m |
| 2016 | Coupe d'Europe hivernale des lancers | Arad                  | 1re      | 62,05 m |
| 2016 | Championnats d'Europe                | Amsterdam             | 5e       | 62,47 m |
| 2016 | Jeux olympiques                      | Rio de Janeiro        | 2e       | 66,73 m |
| 2016 | Ligue de diamant                     | Ligue de diamant      | 2e       | détails |
| 2016 | DécaNation                           | Marseille             | 1re      | 61,40 m |
| 2017 | Coupe d'Europe hivernale des lancers | Las Palmas            | 1re      | 62,35 m |
| 2017 | Championnats d'Europe par équipes    | Lille                 | 1re      | 62,62 m |
| 2017 | Championnats du monde                | Londres               | 3e       | 66,21 m |
| 2017 | DécaNation                           | Angers                | 1re      | 60,06 m |
| 2019 | Championnats d'Europe par équipes    | Bydgoszcz             | 2e       | 60,61 m |
| 2019 | Championnats du monde                | Doha                  | 10e      | 59,99 m |
| 2022 | Championnats du monde                | Eugene                | 10e      | 60,31 m |
| 2022 | Championnats d'Europe                | Munich                | 8e       | 60,60 m |
| 2023 | Coupe d'Europe des lancers           | Leiria                | 3e       | 61,70 m |
| 2023 | Jeux européens                       | Chorzów               | 3e       | 64,21 m |
| 2023 | Championnats du monde                | Budapest              | 9e       | 63,46 m |
| 2024 | Coupe d'Europe des lancers           | Leiria                | 3e       | 62,46 m |
| 2024 | Championnats d'Europe                | Rome                  | 7e       | 61,65 m |
| 2024 | Jeux olympiques                      | Paris                 | 12e      | 57,03 m |

### National
- Championnats de France « élite » :
  - 24 fois vainqueur du lancer du disque : de 2000 à 2024 (sauf 2010 et 2018).

| Édition  | 2000    | 2001    | 2002    | 2003    | 2004    | 2005    | 2006    | 2007    | 2008    | 2009    |
| -------- | ------- | ------- | ------- | ------- | ------- | ------- | ------- | ------- | ------- | ------- |
| Résultat | 1re     | 1re     | 1re     | 1re     | 1re     | 1re     | 1re     | 1re     | 1re     | 1re     |
| Marque   | 61,23 m | 62,92 m | 59,76 m | 59,14 m | 59,37 m | 53,82 m | 57,08 m | 61,40 m | 58,10 m | 59,30 m |

| Édition  | 2010    | 2011    | 2012    | 2013    | 2014    | 2015    | 2016    | 2017    | 2018    | 2019    |
| -------- | ------- | ------- | ------- | ------- | ------- | ------- | ------- | ------- | ------- | ------- |
| Résultat | Absente | 1re     | 1re     | 1re     | 1re     | 1re     | 1re     | 1re     | Absente | 1re     |
| Marque   | Absente | 57,37 m | 60,57 m | 59,55 m | 61,42 m | 62,57 m | 63,40 m | 60,46 m | Absente | 60,55 m |

| Édition  | 2020    | 2021    | 2022    | 2023    | 2024    | 2025    |
| -------- | ------- | ------- | ------- | ------- | ------- | ------- |
| Résultat | 1re     | 1re     | 1re     | 1re     | 1re     | 1re     |
| Marque   | 60,06 m | 60,88 m | 58,82 m | 62,69 m | 60,30 m | 61,64 m |

## Records

### Records personnels
| Épreuve          | Performance | Lieu           | Date         | Statut           |
| ---------------- | ----------- | -------------- | ------------ | ---------------- |
| Lancer du disque | 66,73 m     | Rio de Janeiro | 16 août 2016 | Record de France |

### Progression
| Distance | Date            | Lieu              | Record                                    |
| -------- | --------------- | ----------------- | ----------------------------------------- |
| 59,27 m  | 11 juillet 1998 | Dreux             | Record de France Espoir                   |
| 59,57 m  | 19 juin 1999    | Miramas           | Record de France Espoir                   |
| 60,17 m  | 9 octobre 1999  | Bondoufle         | Record de France Espoir                   |
| 61,90 m  | 4 mars 2000     | Boulouris         | Record de France Espoir                   |
| 62,72 m  | 4 mars 2000     | Boulouris         | Record de France Espoir                   |
| 63,08 m  | 3 juin 2000     | Arles             | Record de France, Record de France Espoir |
| 63,19 m  | 28 juin 2000    | Luminy            | Record de France, Record de France Espoir |
| 63,87 m  | 13 juin 2001    | Miramas           | Record de France, Record de France Espoir |
| 65,78 m  | 17 juillet 2002 | Salon-de-Provence | Record de France                          |
| 66,28 m  | 11 aout 2013    | Moscou            | Record de France                          |
| 66,73 m  | 16 août 2016    | Rio de Janeiro    | Record de France                          |

### Meilleures performances par année
| Année | Distance | Date             | Lieu                |
| ----- | -------- | ---------------- | ------------------- |
| 1998  | 59,27 m  | 11 juillet 1998  | Dreux               |
| 1999  | 59,67 m  | 19 juin 1999     | Miramas             |
| 2000  | 63,19 m  | 28 juin 2000     | Luminy              |
| 2001  | 63,87 m  | 13 juin 2001     | Miramas             |
| 2002  | 65,78 m  | 17 juillet 2002  | Salon-de-Provence   |
| 2003  | 64,27 m  | 3 juillet 2003   | Bron                |
| 2004  | 64,54 m  | 2 juillet 2004   | Salon-de-Provence   |
| 2005  | 58,01 m  | 15 janvier 2005  | Les Abymes          |
| 2006  | 59,89 m  | 5 mars 2006      | Salon-de-Provence   |
| 2007  | 63,48 m  | 18 mars 2007     | Yalta               |
| 2008  | 62,21 m  | 15 aout 2008     | Pékin               |
| 2009  | 63,04 m  | 9 septembre 2009 | Paris               |
| 2010  | 56,52 m  | 7 février 2010   | Vénissieux          |
| 2011  | 61,07 m  | 16 octobre 2011  | Bondoufle           |
| 2012  | 63,98 m  | 4 aout 2012      | Londres             |
| 2013  | 66,28 m  | 11 aout 2013     | Moscou              |
| 2014  | 65,51 m  | 21 juin 2014     | Brunswick           |
| 2015  | 65,04 m  | 9 juin 2015      | Montreuil-sous-Bois |
| 2016  | 66,73 m  | 16 août 2016     | Rio de Janeiro      |
| 2017  | 66,31 m  | 13 août 2017     | Londres             |
| 2018  | —        | —                | —                   |
| 2019  | 64,02 m  | 2 octobre 2019   | Doha                |
| 2020  | 64,14 m  | 16 février 2020  | Salon-de-Provence   |
| 2021  | 65,30 m  | 20 juin 2021     | Vénissieux          |
| 2022  | 62,61 m  | 29 mai 2022      | Vénissieux          |
| 2023  | 65,49 m  | 31 mai 2023      | Montreuil           |
| 2024  | 63,77 m  | 2 août 2024      | Saint-Denis         |
| 2025  | 64,02 m  | 12 avril 2025    | Ramona              |